# Västerås centralstation
Västerås centralstation är en järnvägsstation längs Mälarbanan i centrala Västerås som trafikeras av Mälartåg, SJ och Tåg i Bergslagen. Öster om stationsbyggnaden ligger ett område med busshållplatser, åt väster finns en parkering. Söder om stationen och spåren finns en långtidsparkering. Det nuvarande resecentrumet med ny huvudbyggnad med träfasad i äldre stil togs i bruk 1997, varefter det närliggande ursprungliga stationshuset från 1875 revs. Man planerar en ombyggnad på 2020-talet till ett nytt, större resecentrum.

## Bussar
Från resecentrum kör VL de lokala bussarna i Västerås. Även Flixbus kör bussar här, bland annat flygbussar till Arlanda. UL kör expressbussar härifrån till Uppsala.
Bussförbindelse finns med Västerås flygplats med VL linje 3 och tar cirka 16 minuter.  Det finns även möjlighet att åka taxi, vilket tar ungefär 15 minuter.

## Galleri

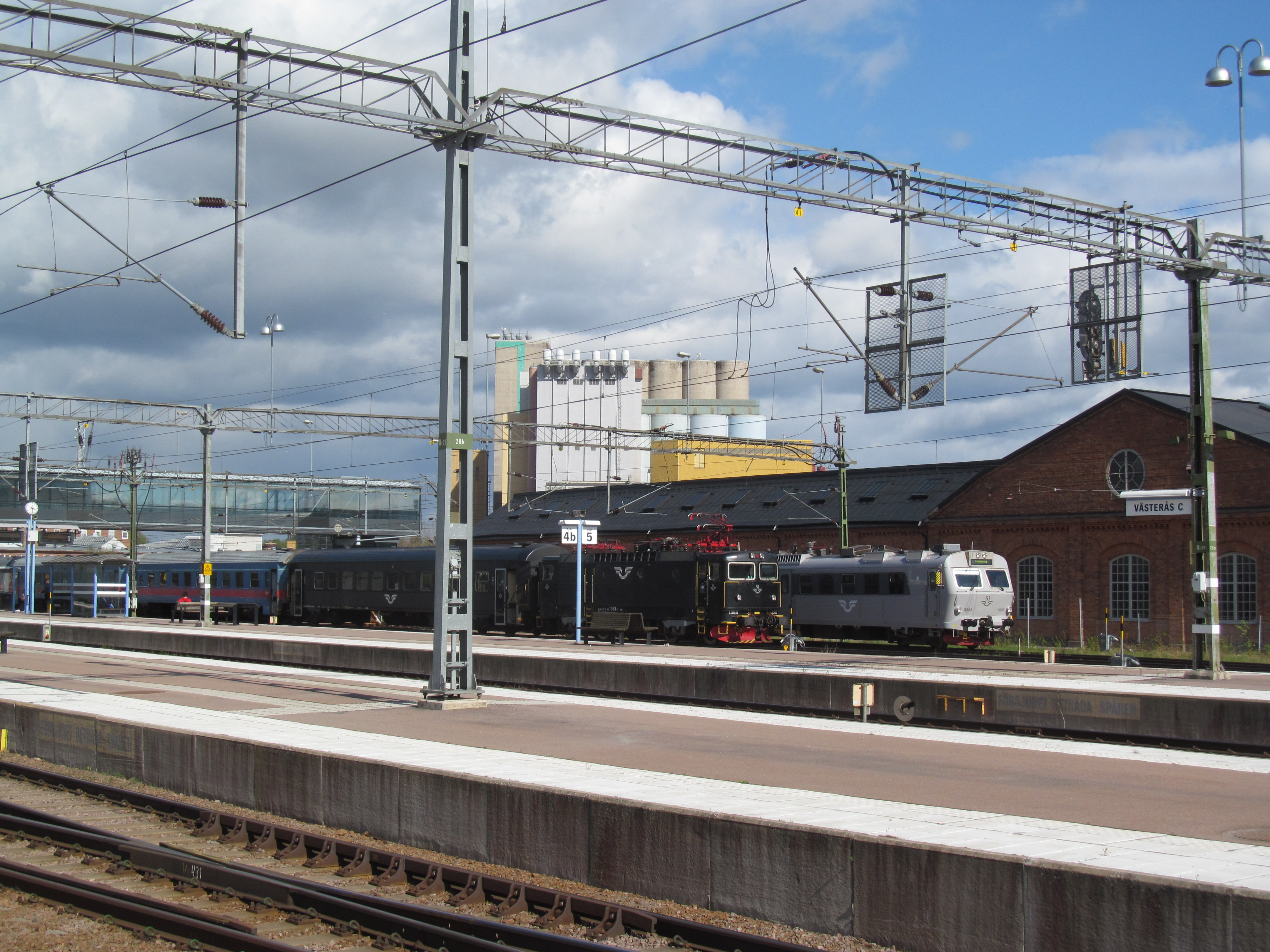
Plattformarma.
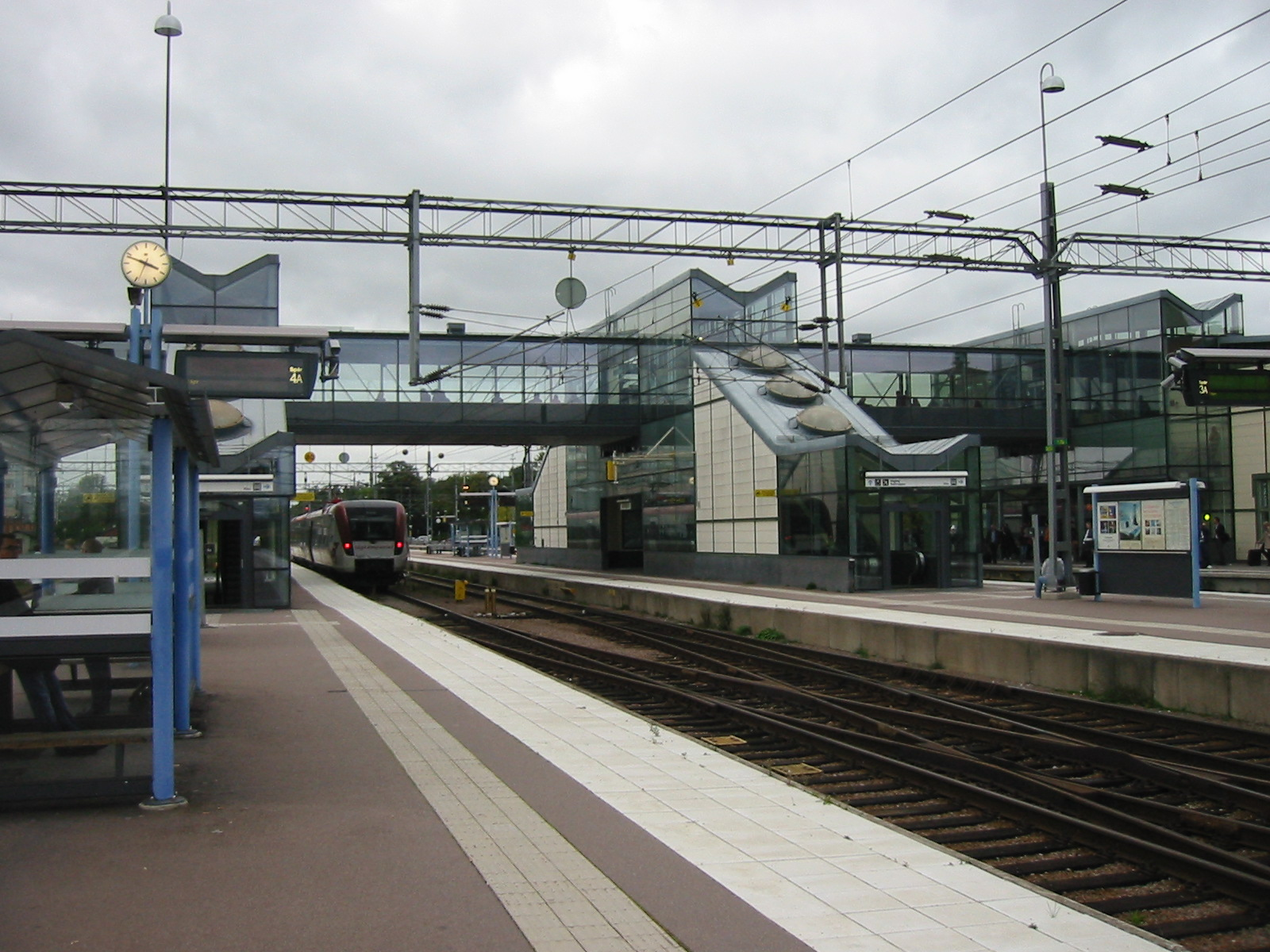
Gångbron över spåren.
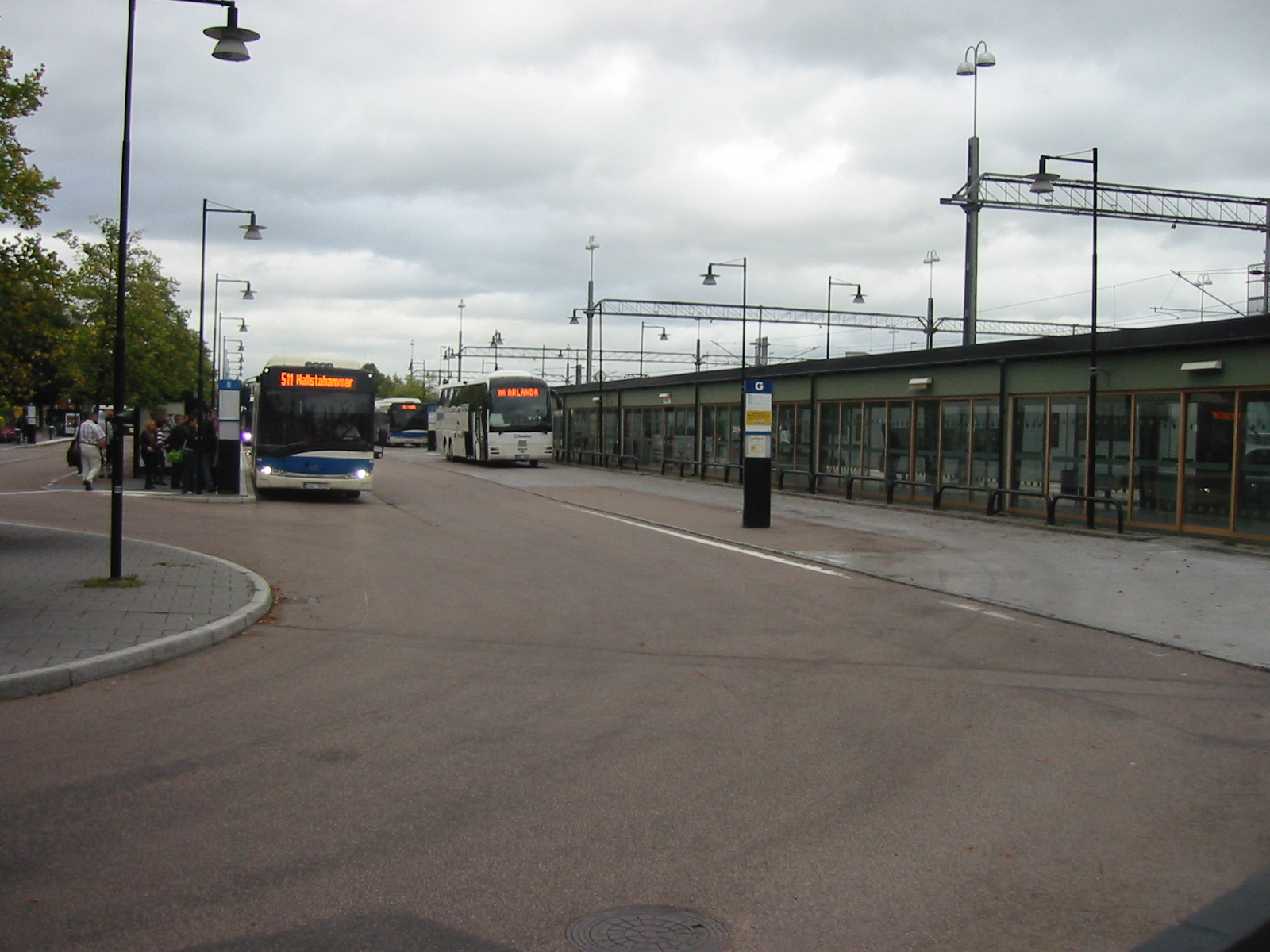
Bussterminalen.